# СКЛА Спартак (Плевен)
Спортен клуб по лека атлетика „Спартак“ (Плевен) е български клуб по лека атлетика от град Плевен.

## История
С откриването на Спортното училище в Плевен през 1968 започва и приемът за лека атлетика, която е сред първите четири спорта за училището. С времето не закъсняват и първите успехи на учениците, които закономерно доказват, че Плевен е станал един от центровете в България за развитие на този спорт. Зад тези успехи стоят с труда и таланта си треньори като: Борис Капустянов, Пенко Козарски – спринт; Никола Николов, Васко Вълков, Светослав Топузов, Владо Асенов, Ваня Вълкова, Георги Гетов – скокове; Лукан Луканов, Петър Лалев – средни бягания; хвърляния – Петко Геров, Борислав Илиев, м.с. Светозара Димитрова, м.с Галя Николова, а сега и новото попълнение – Наталия Тотева; Иван Цанков, Костадин Коцев, Таня Митранова, Теменужка Бузова, Иван Генчев, Милица Цветанова, Веселка Мойнова – подготвителен клас. Десетки са възпитаниците на СУ „Г. Бенковски“, които носят медали от всички видове първенства за леката атлетика. Мончо Маринов – първият републикански шампион и рекордьор за мъже в дисциплините 800 и 1500 м. Връх на спортните постижения в тази област е олимпийската титла на Тереза Маринова на Олимпийските игри в Сидни през 2000 г. в дисциплината троен скок. Други лекоатлети, участници в Олимпийски игри, са: Моника Гачевска – спринт и щафета 4х100, участничка в 4 Олимпиади: Лос Анджелис, Сидни, Пекин, Атина; Валя Костова (Демирева) – щафета 4х100 – Сеул, 1988 г., Ивайло Русинов – троен скок, Венера Гетова – мятане на диск с треньор м.с. Галя Николова, участничка в Пекин 2008 г., з.м.с. Светлана Исаева, участвала в игрите „Добра воля“ – Москва 1986 г. – III м., ЕП 1986 г. – II м., 1987 г. на Универсиада – I м.; з.м.с. Георги Дъков – скок на височина, участвал 1985 г. на ЕП – III м., 1990 г. на ЕП – III м., шампион и рекордьор в периода 1984 – 1985 г.; Людмила Нинова, Андриана Бънова – скок на дължина.
Със своите постижения през недалечното минало и настояще могат да се гордеят и Евгени Пеев – шампион и рекордьор, ІІ м. ЕП, Валери Цветков също рекордьор, Георги Гетов – скок на височина, Цветомир Маринов – III м. на 400 м на ЕП, Красимир Божиновски – финалист на 100 м на СП, Петър Кременски – спринт; Ивайло Русинов, Георги Димитров, Васил Гергов, Даринка Йотова – скок на дължина и троен скок; м.с. Галя Николова – хвърляне на копие – четвърто място на ЕП за девойки 1983 г., 4-то място на Купа на Европа и 3-то място отборно за жени през 1987 г., Михаил Костов – медалист от Балканско първенство за юноши, участник в ЕП на хвърляне на копие; Емил Цветанов – участник на СП и ЕП, рекордьор на България на хвърляне на копие за мъже, Красимир Костов – рекордьор на тласкане на гюле за юноши, Вержиния Милашка – рекордьорка на хвърляне на копие за девойки, Тихомир Иванов – висок скок, национален състезател и участник на ЕП и много други.